# Edoardo Affini
Edoardo Affini (Mantua, 24 juni 1996) is een Italiaans wielrenner die sinds 2024 rijdt voor Team Visma-Lease a Bike.

## Carrière
Als junior won Affini in juli 2014 de Trofeo San Rocco, door 27 seconden voor Vincenzo Albanese solo als eerste te finishen. Zes dagen later werd hij Europees kampioen op de weg, door Jordi Warlop te verslaan in een sprint-à-deux. Pierre Idjouadiene werd twee seconden later derde. Na zijn overwinning in de Trofeo Buffoni en vier dagan nadat hij op plek 21 was geëindigd in de tijdrit op het wereldkampioenschap, stond Affini aan de start van de wegwedstrijd op het wereldkampioenschap. In Ponferrada werd hij, achter Jonas Bokeloh, Aleksandr Koelikovski en Peter Lenderink, vierde in de sprint.
In juli 2015 werd Affini, achter Davide Martinelli en Giovanni Carboni, derde op het nationale kampioenschap tijdrijden voor beloften. Op het Europese kampioenschap, waar winnaar Steven Lammertink negentien seconden sneller was, werd hij vijfde. In september werd hij elfde in de door Filippo Ganna gewonnen Chrono Champenois.
Als tweedejaars belofte werd Affini in 2016 onder meer tiende in de GP Capodarco en twintigste op het wereldkampioenschap tijdrijden. Een jaar later werd hij vierde op het Europese kampioenschap in diezelfde discipline, derde in de proloog van de Olympia's Tour en achtste op het wereldkampioenschap tijdrijden. In 2018 werd hij Italiaans kampioen op de weg bij de beloften.
In 2022 droeg Affini één etappe de rode leiderstrui in de Ronde van Spanje, nadat hij eerder met zijn team Jumbo-Visma de openingsploegentijdrit in Utrecht had gewonnen. Affini reed deze editie van de Ronde van Spanje niet uit vanwege een besmetting met COVID-19.

## Overwinningen
2014
Trofeo San Rocco
 Europees kampioen op de weg, Junioren
Trofeo Buffoni
2018
Proloog Girobio
 Italiaans kampioen op de weg, Beloften
 Italiaans kampioen tijdrijden, Beloften
 Tijdrit op de Middellandse Zeespelen
 Europees kampioen tijdrijden, Beloften
2019
4e etappe Ronde van Noorwegen
6e etappe Ronde van Groot-Brittannië (individuele tijdrit)
2020
1e etappe Ronde van Tsjechië (ploegentijdrit)
2022
1e etappe Ronde van Spanje (ploegentijdrit)
2023
3e etappe Parijs-Nice (ploegentijdrit)
2e etappe Ronde van Burgos (ploegentijdrit)
2024
 Europees kampioen tijdrijden
 Europees kampioen gemengde ploegentijdrit
 Wereldkampioenschap tijdrijden, elite
2025
3e etappe (TTT) Parijs-Nice

### Resultaten in voornaamste wedstrijden
| Jaar | Ronde van Italië | Ronde van Frankrijk | Ronde van Spanje |
| ---- | ---------------- | ------------------- | ---------------- |
| 2019 |                  |                     |                  |
| 2020 | opgave           |                     |                  |
| 2021 | 113e             |                     |                  |
| 2022 | 97e              |                     | opgave           |
| 2023 | 94e              |                     |                  |
| 2024 | 130e             |                     | 119e             |
| 2025 | 133e             | 118e                |                  |

| Jaar | Milaan-San Remo | Gent-Wevelgem | Ronde van Vlaanderen | Parijs-Roubaix |  | WK op de weg |  | Wereldranglijsten |
| ---- | --------------- | ------------- | -------------------- | -------------- |  | ------------ |  | ----------------- |
| 2019 | 164e            | opgave        | opgave               | 99e            |  |              |  | 249e (UWR)        |
| 2020 |                 |               |                      |                |  |              |  |                   |
| 2021 | 158e            | opgave        | opgave               | 81e            |  |              |  |                   |
| 2022 | 154e            | opgave        | opgave               | 82e            |  | opgave       |  |                   |
| 2023 | 136e            |               | opgave               | 111e           |  |              |  |                   |
| 2024 |                 | 96e           | 86e                  | 71e            |  |              |  |                   |
| 2025 |                 |               | opgave               | opgave         |  |              |  |                   |

### Resultaten in kleinere rondes
| Jaar | Parijs-Nice | Tirreno-Adriatico | Benelux Tour | Ronde van Guangxi |
| ---- | ----------- | ----------------- | ------------ | ----------------- |
| 2019 |             |                   | 60e          | 109e              |
| 2020 |             | 121e              |              |                   |
| 2021 |             | 144e              | 74e          |                   |
| 2022 |             | 109e              |              |                   |
| 2023 | 94e         |                   | 92e          |                   |
| 2024 | 78e         |                   |              |                   |
| 2025 | 104e        |                   |              |                   |

(*) tussen haakjes aantal individuele etappeoverwinningen

## Ploegen
- 2017 –  SEG Racing Academy
- 2018 –  SEG Racing Academy
- 2019 –  Mitchelton-Scott
- 2020 –  Mitchelton-Scott
- 2021 –  Team Jumbo-Visma
- 2022 –  Team Jumbo-Visma
- 2023 –  Jumbo-Visma
- 2024 –  Visma-Lease a Bike
- 2025 –  Visma-Lease a Bike

## Trivia
- Affini woont samen met zijn Nederlandse partner in het Drentse dorp Donderen.[1] Hij kan zich daarnaast zeer goed verstaanbaar maken in het Nederlands.[1]

Affini · van den Berg · Bol · Cullaigh · Eriksson · Evensen · Jakobsen · Janssen · de Jong · Kooistra · Lenderink · Maas · Peters · Schelling · de Vries · Williams · Meeus (stagiair)
Affini · Arensman · van den Berg · Bol · Hoole · Kooistra · Lenderink · Maas · Meeus · Schelling · Stavrakakis · Verboom · Williams
Affini · Albasini · Bauer · Bewley · Bookwalter · Chaves · Durbridge · Edmondson · Grmay · Haig · Hamilton · Hayman · Hepburn · Howson · Impey · Juul-Jensen · Meyer · Mezgec · Nieve · Schultz · Scotson · Smith · Stannard · Trentin  · A. Yates · S. Yates
Affini · Albasini · Bauer · Bewley · Bookwalter · Chaves · Durbridge · Edmondson · Grmay · Groves · Haig · Hamilton · Hepburn · Howson · Impey · Juul-Jensen · Konysjev · Meyer · Mezgec · Nieve · Peák · Schultz · Scotson · Smith · Stannard · A. Yates · S. Yates · Zejts
Van Aert · Affini · Bennett · Bouwman · Dekker · van Dijke (vanaf 5 september) · Dumoulin · Eenkhoorn · Van Emden · Foss · Gesink · Groenewegen · Harper · Hofstede · Van Hooydonck · Kooij (vanaf 18 februari) · Kruijswijk · Kuss · Leemreize · Martens (t/m 30 mei) · Martin · Oomen · Pfingsten · Roglič   · Roosen · Teunissen · Tolhoek · Vingegaard · Wynants (t/m 4 april)
Affini · Benoot · Bouwman · Dekker · Dennis · Dumoulin (tot 15/8) · Eenkhoorn · Foss   · Gesink · Harper · Hessmann · Hofstede · Kooij · Kruijswijk · Kuss · Laporte · Leemreize · Oomen · Roglič   · Roosen · Teunissen · Vader · Van Aert · Van der Sande · M. van Dijke · T. van Dijke · Van Emden · Van Hooydonck · Vingegaard · Gloag (stagiair)
Affini · Benoot · Bouwman · Dennis · Foss   · Gesink · Gloag · Hessmann · Hofstede · Kelderman · Kooij · Kruijswijk · Kuss · Laporte  · Leemreize · Oomen · Roglič   · Roosen · Tratnik · Vader · Valter · Van Aert · van Baarle · Van der Sande · M. van Dijke · T. van Dijke · Van Emden · Van Hooydonck · Vingegaard
Affini · Benoot · Bouwman · Gesink · Gloag · Hagenes · Heßmann · Jorgenson · Kelderman · Kooij · Kruijswijk · Kuss · Laporte  · Lemmen · Staune-Mittet · Tratnik · Tulett · Uijtdebroeks · Vader · Valter · Van Aert · van Baarle · van Belle · Van der Sande · M. van Dijke · T. van Dijke · Vermote · Vingegaard